# Hajer Ben Boubaker
Hajer Ben Boubaker, née à Paris, est une historienne, chercheuse indépendante et documentariste radiophonique franco-tunisienne.
Elle s'intéresse à musiques arabes et aux luttes ouvrières de l'immigration nord-africaine en France.
Elle produit depuis juillet 2018 le podcast Vintage Arab qui vise à faire découvrir les musiques du Maghreb et du Proche-Orient par un prisme socio-historique et musical.
Productrice déléguée et documentariste chez France Culture, elle crée en 2021 des documentaires sur Taos Amrouche et Miriam Makeba. En 2022, sa série documentaire Une histoire du Mouvement des travailleurs arabes reçoit le Prix Découverte sonore de la Société civile des auteurs multimédia.

## Biographie
Hajer Ben Boubaker naît à Paris dans une famille tunisienne.
Elle est diplômée en histoire et sciences politiques à l'université Paris 1 Panthéon-Sorbonne et d'un master en genre, politique et sexualité à l'École des hautes études en sciences sociales. Durant ses études, elle s'intéresse aux luttes ouvrières de l'immigration nord-africaine, aux politiques migratoires européennes et aux musiques arabes. Son travail de recherche porte sur l'histoire des musiques arabes et l'histoire culturelle de la communauté maghrébine en France.
Elle intervient régulièrement dans les médias, comme la webradio hip-hop Grünt pour parler de la force contestataire de la musique ou Mediapart à propos de la musique comme vecteur d'émancipation des immigrés et de leurs enfants,. Elle collabore dès 2019 avec le magazine et podcast The Funambulist.
Elle reçoit en juin 2023 le Prix Unesco-Sharjah pour la culture arabe avec l'acteur et réalisateur libanais Kassem Istanbouli.
Basée en France, elle est associée en tant que chercheuse au fonds de musique arabe et orientale de la Bibliothèque nationale de France.

## PodcastVintage Arab
Hajer Ben Boubaker crée en juillet 2018 le podcast Vintage Arab sur « le patrimoine musical arabe et les genres musicaux arabes », où elle s'intéresse aux premières migrations du Moyen-Orient en France à travers la musique,. Pour elle, la musique arabe c'est « une histoire de transmission et de réappropriation ».

## Documentaires pour France Culture

### Taos Amrouche (1913-1976), une déchirure algérienne
En 2021, Hajer Ben Boubaker commence à produire des documentaires pour France Culture. Diffusé en janvier, Taos Amrouche (1913-1976), une déchirure algérienne, réalisé par Vincent Decque, revient sur la vie de Taos Amrouche, romancière et chanteuse chrétienne, kabyle, française et algérienne,.

### Miriam Makeba, voix de l'Afrique

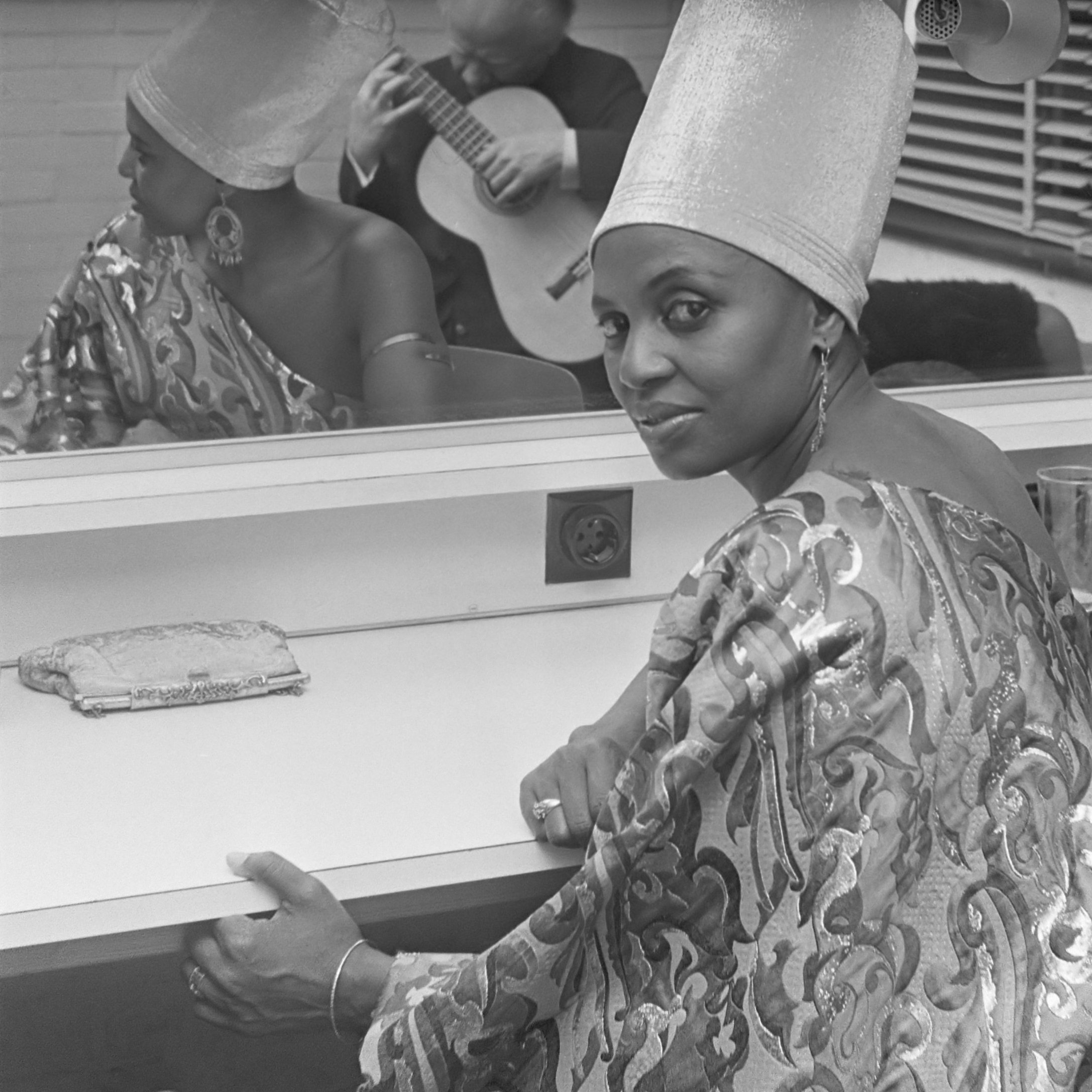
Miriam Makeba.

Devenue productrice déléguée chez France Culture, Hajer Ben Boubaker crée Miriam Makeba, voix de l'Afrique, deux épisodes pour la série musicale diffusée en juillet 2021. Elle y retrace le parcours et l'œuvre de la chanteuse sud-africaine Miriam Makeba, en regard des luttes contre l'apartheid et le colonialisme, pour les droits civiques et les droits des femmes,.

### Une histoire du Mouvement des travailleurs arabes
Hajer Ben Boubaker crée en 2021 la série documentaire Une histoire du Mouvement des travailleurs arabes pour LSD, La série documentaire sur France Culture.
En quatre épisodes, elle retrace la création et l'histoire méconnue du Mouvement des travailleurs arabes, première organisation antiraciste autonome, fer de lance des luttes antiracistes et sociales de la France dans les années 1970. Le premier épisode revient sur les origines du mouvement. Viennent ensuite l'été meurtrier 1973 à Marseille, le quartier de la Goutte-d'Or (refuge de l'immigration) et Radio Assifa (programme radiophonique diffusé sur cassettes audio).
Les quatre épisodes de 55 minutes réalisés par Angélique Tibau sont diffusés entre les 18 et 21 octobre 2021.
Hajer Ben Boubaker reçoit le prix Découverte sonore 2022 de la Société civile des auteurs multimédia en juin de la même année.

## Distinctions
- 2022 : Prix Découverte sonore 2022 de la Scam pour Une histoire du Mouvement des travailleurs arabes ;
- 2023 : Prix Unesco-Sharjah pour la culture arabe avec l'acteur et réalisateur libanais Kassem Istanbouli.